# 新党きづな

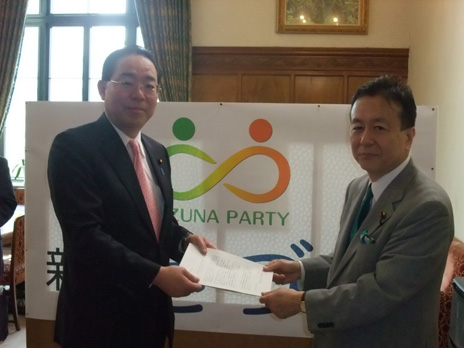
同党のロゴを背景に渡辺浩一郎幹事長と後藤斎内閣府副大臣（民主党）

新党きづな（しんとうきづな、英語: Kizuna Party）は、かつて存在した日本の政党。略称は「きづな」。
野田内閣（野田佳彦内閣総理大臣）が推進している消費税増税、TPP参加、八ツ場ダム建設再開、原発容認などの政策に反対している9名の民主党出身代議士によって結党された。2012年11月に国民の生活が第一へ合流して解党した。

## 党名
党名の由来になったのは、2011年度（平成23年）の今年の漢字で「絆（きずな）」が選ばれたことである。当初の党名案は「新党きずな」であったが、「絆」という言葉の語源が「綱」や「つなぐ」だとの意見がメンバーから出たことから、最終的な党名は「新党きづな」となった。

## 党史

### 結党まで
2011年9月2日に組閣された野田内閣（民国連立政権）は、一大施策として消費税の増税を掲げたが、民主党が政権を獲得するに至った2009年の総選挙で掲げたマニフェストと真っ向から対立していたため、党内対立を引き起こした。民主党は元々、小沢一郎が直系の議員を動かして党内に一大勢力を築いており、野田内閣の前身である菅直人内閣の頃から執行部と対立を繰り返していた。野田体制下でも争いは継続し、小沢系議員が消費税増税に反対、政局がらみの展開となっていった。

### 結党
2011年12月28日、9名の民主党代議士が樽床伸二（民主党幹事長代行）に離党届を提出。30日、新党きづな結党。なお総務省に政党の届け出をしたのは2012年1月4日であるが、政党の設立は2011年12月30日としている。2012年1月3日、国会議事堂内での会合に於いて、党の綱領やロゴマークを決定。同年1月4日、国会内で結党記者会見を開き、野田政権との対決姿勢を示した。
結党の経緯などから、小沢一郎の先発隊・別動隊とみなされ、通常の野党とはみなされなかった。代表の内山晃も、自党を「ゆ党」（与（や）党と野（よ）党の中間団体）と表現した。唯一、みんなの党（与党時代の自民党から分裂して結成）の江田憲司幹事長は「うちも最初は相当いじめられた」と同情した。

### 国民の生活が第一と連携、合流し、解党
7月12日、小沢一郎以下小沢系の議員が消費税増税法案に反対して民主党を一斉に離党し、新党国民の生活が第一を結成。きづなも小沢の「本隊」と接近する。小沢の離党直後に衆議院で統一会派を結成。衆議院での会派名を『国民の生活が第一・きづな』とした。
8月に野田が「近いうちに衆議院解散、総選挙を行う」と明言し、両党は急接近する。10月、渡辺義彦と三輪信昭が国民の生活が第一に入党するために先駆けて離党する。野田が解散を宣言した11月14日、国民の生活が第一と合流すると決定。翌15日に両院議員総会で発表し解党の手続きを行った。

### 解党後
解党後、内山代表以外の6人の議員が「生活」に入党した。16日に、内山から上野一雄へ代表者を異動する届出をした。内山は当面は国民の生活が第一へ加わらず、無所属で活動することを表明していたが、19日に内山も「生活」へ入党した。さらに同月、国民の生活が第一は日本未来の党へ合流している。残務処理を終えた新党きづなは、2013年1月31日に政治団体の解散を届け出た。
新党合流後に行われた第46回衆議院議員総選挙では、立候補した元きづなの議員は全員落選した。その後の国政選挙でも政界復帰した者はいない。

## 政策
2012年1月4日の結党記者会見で以下の5点を基本方針とすることが発表された。詳細な政策は平成23年度中に発表するとしていた。
- TPP交渉参加反対
- 再生可能エネルギー普及、脱原発へ
- デフレ下の増税反対
- 郵政改革法案推進
- 東日本大震災の復興財源、権限を地方へ

## 役職

### 党役員
| 代表           | 内山晃     |
| 幹事長         | 渡辺浩一郎 |
| 政務調査会長   | 斎藤恭紀   |
| 国会対策委員長 | 豊田潤多郎 |

## 党勢

### 所属していた国会議員
衆議院議員（9名）
| 氏名       | 選挙区     | 当選回数 | 民主党時の所属Ｇ | 備考         |
| ---------- | ---------- | -------- | ---------------- | ------------ |
| 内山晃     | 千葉7区    | 3回      | 小沢グループ     |              |
| 豊田潤多郎 | 比例近畿   | 2回      | 小沢グループ     |              |
| 渡辺浩一郎 | 比例東京   | 2回      | 小沢グループ     |              |
| 石田三示   | 比例南関東 | 1回      | 小沢グループ     |              |
| 小林正枝   | 比例東海   | 1回      | 小沢グループ     |              |
| 斎藤恭紀   | 宮城2区    | 1回      | 鳩山グループ     |              |
| 中後淳     | 比例南関東 | 1回      | 小沢グループ     |              |
| 渡辺義彦   | 比例近畿   | 1回      | 小沢グループ     | 解党前に離党 |
| 三輪信昭   | 比例東海   | 1回      | 小沢グループ     | 解党前に離党 |